# Macari de les Cel·les
Macari de les Cel·les o Macari el Jove (en llatí Macarius, en grec antic Μακάδριος) anomenat per Sozomen Macari prevere de les Cel·les, va ser un pastor egipci. Mentre pasturava el seu ramat a la vora de la llacuna Mareòtida, va matar accidentalment a un company i per evitar un càstig per homicidi va fugir a les zones salvatges i allí va abraçar la vida en solitari que va respectar durant trenta anys. Va viure al segle iv. En parla Pal·ladi a la Historia Lausiaca.